# Cauê Macris
Cauê Caseiro Macris, mais conhecido simplesmente por Cauê Macris (Americana, 8 de abril de 1983), é um político brasileiro, filiado ao Partido da Social Democracia Brasileira.

## Vida política
Iniciou carreira política aos 21 anos como o 8º vereador mais votado em sua cidade natal. Reeleito para um segundo mandato, foi alçado à presidência da Câmara do município para o biênio 2010/2011. Como vereador, foi de sua autoria a primeira lei no Brasil a proibir uso de tabaco em locais de uso coletivo.
Em 2010, foi eleito deputado estadual para a 17ª legislatura (2011-2015) com mais de 66 mil votos e apresentou o projeto de lei, aperfeiçoado pelo então governador Geraldo Alckmin, que pune com multa e até fechamento os estabelecimentos que comercializarem bebidas alcoólicas para crianças e adolescentes. Pioneira no país, a lei é válida em todo estado de São Paulo.
Ainda em 2014, foi o mais jovem líder do PSDB no parlamento. No ano seguinte, após reeleição ao legislativo com mais de 120 mil votos, foi convidado para ser líder do governo na Assembleia Legislativa pelo então governador Geraldo Alckmin.

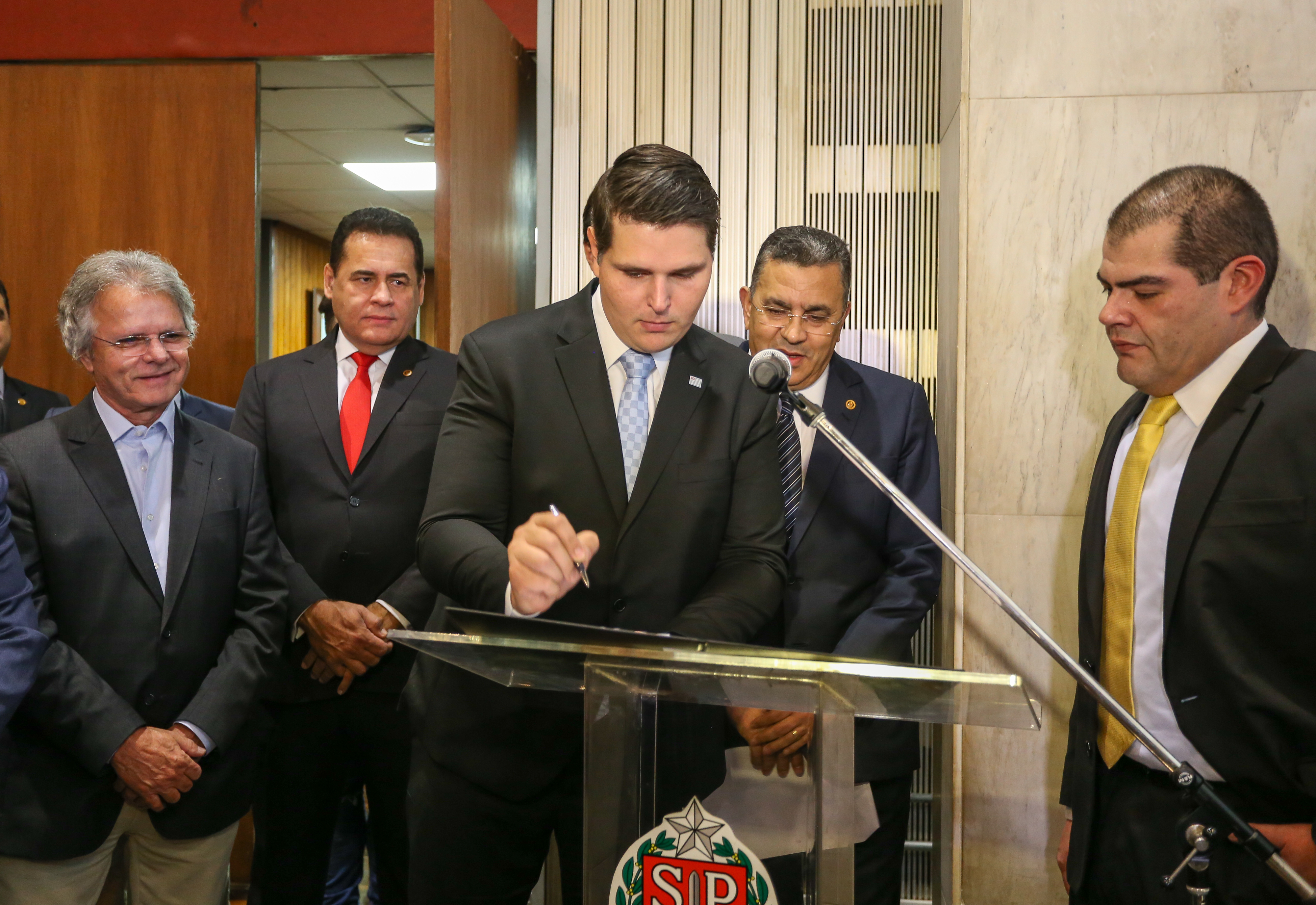
Posse como Governador em exercício.

Aos 33 anos chegou ao posto de presidente da Assembleia Legislativa do Estado de São Paulo, eleito para o biênio 2017/2019 com 88 dos 94 votos da casa.
Em artigo publicado na Folha de S.Paulo, em 6 de junho de 2017, defendeu a saída do PSDB do governo Michel Temer.
Em 15 de março de 2019, foi reeleito presidente da Alesp, recebendo 70 votos, contra 16 de sua principal adversária, Janaina Paschoal (PSL), conseguindo angariar votos até mesmo do PT, rival histórico do seu partido.
Entre os dias 15 a 19 de setembro de 2019 assumiu interinamente o governo do estado de São Paulo por 5 dias devido a viagem ao exterior do titular e do vice.
Seu mandato como presidente da Assembleia cessou em 15 de março, sendo sucedido por Carlão Pignatari, foi selecionado como o novo secretário-chefe da Casa Civil.

## Desempenho em eleições
| Ano  | Eleição                | Coligação               | Partido | Candidato a       | Votos         | Votos em Americana | Resultado |
| ---- | ---------------------- | ----------------------- | ------- | ----------------- | ------------- | ------------------ | --------- |
| 2004 | Municipal de Americana | PRTB, PSDB              | PSDB    | Vereador          | —             | 1.932 (8º)         | Eleito    |
| 2008 | Municipal de Americana | PSDB, PTdoB             | PSDB    | Vereador          | —             | 3.745 (2º)         | Eleito    |
| 2010 | Estadual de São Paulo  | DEM, PSDB               | PSDB    | Deputado Estadual | 66.712 (91º)  | 23.303 (2º)        | Eleito    |
| 2014 | Estadual de São Paulo  | PSDB, DEM, PPS, PRB     | PSDB    | Deputado Estadual | 121.700 (27º) | 22.126 (2º)        | Eleito    |
| 2018 | Estadual de São Paulo  | PSDB, PSD, DEM, PP, PRB | PSDB    | Deputado Estadual | 114.690 (21º) | 12.621 (3º)        | Eleito    |